# Telstar in het seizoen 2025/26 (vrouwen)
Het seizoen 2025/26 is het veertiende jaar in het bestaan van het Velsense vrouwenvoetbalelftal van Telstar. De club komt uit in de Eredivisie en neemt ook deel aan het toernooi om de KNVB Beker. Door het goedkeuren van de toetreding van HERA United tot de Vrouwen Eredivisie en de licentieovername van Telstar, is het nog onzeker onder welke naam de club uit zal komen.

## Selectie en technische staf

### Selectie
| Nr.             | Nat.                      | Naam               | Competitie  | Competitie  | Beker       | Beker       | Totaal      | Totaal      | Seizoen bij Telstar | Vorige club                           | Contract     |
| Nr.             | Nat.                      | Naam               | W           | Goal        | W           | Goal        | W           | Goal        | Seizoen bij Telstar | Vorige club                           | Contract     |
| Doelvrouwen     | Doelvrouwen               | Doelvrouwen        | Doelvrouwen | Doelvrouwen | Doelvrouwen | Doelvrouwen | Doelvrouwen | Doelvrouwen | Doelvrouwen         | Doelvrouwen                           | Doelvrouwen  |
| --------------- | ------------------------- | ------------------ | ----------- | ----------- | ----------- | ----------- | ----------- | ----------- | ------------------- | ------------------------------------- | ------------ |
| 1               | Vlag van Nederland        | Kelly Steen        | 0           | 0           | 0           | 0           | 0           | 0           | 4e                  | PSV                                   | Contractloos |
| ?               | Vlag van Nederland        | Dionne van der Wal | 0           | 0           | 0           | 0           | 0           | 0           | 1e                  | Ajax                                  | Onbekend     |
| ?               | Vlag van Nederland        | Rachel van Herk    | 0           | 0           | 0           | 0           | 0           | 0           | 1e                  | Vlag van Verenigde Arabische Emiraten | Onbekend     |
| Verdedigsters   |                           |                    |             |             |             |             |             |             |                     |                                       |              |
| 2               | Vlag van Nederland        | Puck Donker        | 0           | 0           | 0           | 0           | 0           | 0           | 4e                  | VV Alkmaar                            | 30 juni 2025 |
| 12              | Vlag van Nederland        | Pauline van de Pol | 0           | 0           | 0           | 0           | 0           | 0           | 4e                  | Jeugd                                 | Contractloos |
| 15              | Vlag van Nederland        | Esmee Daalman      | 0           | 0           | 0           | 0           | 0           | 0           | 3e                  | Jeugd                                 | Contractloos |
| 20              | Vlag van Nederland        | Tess Tiebie        | 0           | 0           | 0           | 0           | 0           | 0           | 4e                  | Jeugd                                 | Contractloos |
| ?               | Vlag van Nederland        | Nicole Stoop       | 0           | 0           | 0           | 0           | 0           | 0           | 1e                  | Fortuna Sittard                       | Onbekend     |
| Middenveldsters |                           |                    |             |             |             |             |             |             |                     |                                       |              |
| 10              | Vlag van Japan            | Chinatsu Kira      | 0           | 0           | 0           | 0           | 0           | 0           | 3e                  | SE AEM                                | Contractloos |
| 13              | Vlag van Verenigde Staten | Sydney Blomquist   | 0           | 0           | 0           | 0           | 0           | 0           | 2e                  | Coppermine United                     | 30 juni 2025 |
| 18              | Vlag van Nederland        | Joy Vader          | 0           | 0           | 0           | 0           | 0           | 0           | 4e                  | Jeugd                                 | Contractloos |
| ?               | Vlag van Nederland        | Isabel Kopp        | 0           | 0           | 0           | 0           | 0           | 0           | 1e                  | Fortuna Sittard                       | Onbekend     |
| ?               | Vlag van Japan            | Hitomi Tanaka      | 0           | 0           | 0           | 0           | 0           | 0           | 1e                  | CD Sporting de Huelva                 | Onbekend     |
| Aanvalsters     |                           |                    |             |             |             |             |             |             |                     |                                       |              |
| 9               | Vlag van Nederland        | Jannette van Belen | 0           | 0           | 0           | 0           | 0           | 0           | 3e                  | ADO Den Haag                          | 30 juni 2025 |
| 11              | Vlag van Marokko          | Samya Hassani      | 0           | 0           | 0           | 0           | 0           | 0           | 4e                  | Fenerbahce SK                         | 30 juni 2025 |
| 14              | Vlag van Nederland        | Isabelle Nottet    | 0           | 0           | 0           | 0           | 0           | 0           | 3e                  | VV Alkmaar                            | 30 juni 2025 |
| 17              | Vlag van Nederland        | Mila Lagcher       | 0           | 0           | 0           | 0           | 0           | 0           | 4e                  | Jeugd                                 | Contractloos |
| 19              | Vlag van Nederland        | Lieke Vis          | 0           | 0           | 0           | 0           | 0           | 0           | 4e                  | Jeugd                                 | Contractloos |
| 21              | Vlag van Nederland        | Nicci Berrevoets   | 0           | 0           | 0           | 0           | 0           | 0           | 2e                  | Jeugd                                 | Contractloos |
| 22              | Vlag van Nederland        | Yesmin Khanchouch  | 0           | 0           | 0           | 0           | 0           | 0           | 2e                  | Jeugd                                 | Contractloos |
| 22              | Vlag van Nederland        | Yasmin Kleef       | 0           | 0           | 0           | 0           | 0           | 0           | 2e                  | Jeugd                                 | Contractloos |
| 25              | Vlag van Nederland        | Ina Booms          | 0           | 0           | 0           | 0           | 0           | 0           | 2e                  | Jeugd                                 | Contractloos |
| ?               | Vlag van Engeland         | Lizz Forshaw       | 0           | 0           | 0           | 0           | 0           | 0           | 1e                  | Universiteit van Columbus             | Onbekend     |
| Nr.             | Nat.                      | Naam               | W           | Goal        | W           | Goal        | W           | Goal        | Seizoen bij Telstar | Vorige club                           | Contract     |
| Nr.             | Nat.                      | Naam               | Competitie  | Competitie  | Beker       | Beker       | Totaal      | Totaal      | Seizoen bij Telstar | Vorige club                           | Contract     |

### Legenda
| # | Reden                                          |
| - | ---------------------------------------------- |
|   | Heeft de club in het lopende seizoen verlaten. |

### Technische staf
| Naam           | Functie           |
| -------------- | ----------------- |
| Ed Engelkes    | Hoofdtrainer      |
| Hans de Winter | Assistent-trainer |

## Transfers

### Zomer

#### Aangetrokken 2025/26
| Nat.               | Naam               | Van                          | Contract | Bijzonderheden |
| ------------------ | ------------------ | ---------------------------- | -------- | -------------- |
| Vlag van Nederland | Lizz Forshaw       | Universiteit van Columbus    | Onbekend |                |
| Vlag van Nederland | Rachel van Herk    | Verenigde Arabische Emiraten | Onbekend |                |
| Vlag van Nederland | Isabel Kopp        | Fortuna Sittard              | Onbekend |                |
| Vlag van Nederland | Nicole Stoop       | Fortuna Sittard              | Onbekend |                |
| Vlag van Nederland | Hitomi Tanaka      | CD Sporting de Huelva        | Onbekend |                |
| Vlag van Nederland | Dionne van der Wal | Ajax                         | Onbekend |                |

#### Vertrokken 2025/26
| Nat.               | Naam               | Naar       | Bijzonderheden |
| ------------------ | ------------------ | ---------- | -------------- |
| Vlag van Nederland | Isa Gomez          | Excelsior  |                |
| Vlag van Nederland | Felice Hermans     | FC Utrecht |                |
| Vlag van Nederland | Kim Remijnse       | Onbekend   |                |
| Vlag van Nederland | Nikki Ridder       | Onbekend   |                |
| Vlag van Nederland | Mei Wei Rispens    | Onbekend   |                |
| Vlag van Japan     | Akari Takeshige    | Feyenoord  |                |
| Vlag van Nederland | Soraya Verhoeve    | Onbekend   |                |
| Vlag van Nederland | Anna van der Vlist | Excelsior  |                |

### Jeugdopleiding

#### Aangetrokken 2025/26
| Nat.               | Naam               | Contract     | Bijzonderheden |
| ------------------ | ------------------ | ------------ | -------------- |
| Vlag van Nederland | Ina Booms          | 30 juni 2026 |                |
| Vlag van Nederland | Yesmine Khanchouch | 30 juni 2025 |                |
| Vlag van Nederland | Yasmin Kleef       | 30 juni 2026 |                |

#### Vertrokken 2025/26
| Nat. | Naam | Naar | Bijzonderheden |
| ---- | ---- | ---- | -------------- |
|      |      |      |                |

### Winter

#### Aangetrokken 2025/26
| Nat. | Naam | Van | Bijzonderheden |
| ---- | ---- | --- | -------------- |
|      |      |     |                |

#### Vertrokken 2025/26
| Nat. | Naam | Naar | Bijzonderheden |
| ---- | ---- | ---- | -------------- |
|      |      |      |                |

## Wedstrijdstatistieken

### Eredivisie
|       | ADO Den Haag | Ajax | AZ Alkmaar | Excelsior | Feyenoord | sc Heerenveen | Hera United / Telstar | NAC Breda | PEC Zwolle | PSV | FC Utrecht |
| ----- | ------------ | ---- | ---------- | --------- | --------- | ------------- | --------------------- | --------- | ---------- | --- | ---------- |
| Thuis | –            | –    | –          | –         | –         | –             | –                     | –         | –          | –   | –          |
| Uit   | –            | –    | –          | –         | –         | –             | –                     | –         | –          | –   | –          |

| Speelronde 1                                                                            | AZ            | – ( – )          | Telstar       | Opstelling Telstar   |
| 7 september 2025 Aanvangstijd: 16.45 uur Plaats: Wijdewormer AFAS Trainingscomplex      |               | Wedstrijdverslag |               |                      |
| Speelronde 2                                                                            | Telstar       | – ( – )          | PEC Zwolle    | Opstelling Telstar   |
| 21 september 2025 Aanvangstijd: 16.45 uur Plaats: Velsen-Zuid 711 Stadion               |               | Wedstrijdverslag |               |                      |
| Speelronde 3                                                                            | PSV           | – ( – )          | Telstar       | Opstelling Telstar   |
| 28 september 2025 Aanvangstijd: 16.45 uur Plaats: Eindhoven PSV Campus De Herdgang      |               | Wedstrijdverslag |               |                      |
| Speelronde 4                                                                            | 'Telstar-     | – ( – )          | NAC Breda     | Opstelling Telstar   |
| 5 oktober 2025 Aanvangstijd: 16.45 uur Plaats: Velsen-Zuid 711 Stadion                  |               | Wedstrijdverslag |               |                      |
| Speelronde 5                                                                            | sc Heerenveen | – ( – )          | Telstar       | Opstelling Telstar   |
| 12 oktober 2025 Aanvangstijd: 16.45 uur Plaats: Heerenveen Sportpark Skoatterwald       |               | Wedstrijdverslag |               |                      |
| Speelronde 6                                                                            | Telstar       | – ( – )          | Ajax'         | Opstelling Telstar   |
| 2 november 2025 Aanvangstijd: 12.15 uur Plaats: Velsen-Zuid 711 Stadion                 |               | Wedstrijdverslag |               |                      |
| Speelronde 7                                                                            | ADO Den Haag' | – ( – )          | Telstar       | Opstelling Telstar   |
| 16 november 2025 Aanvangstijd: 12.15 uur Plaats: Den Haag Bingoal Stadion               |               | Wedstrijdverslag |               |                      |
| Speelronde 8                                                                            | Feyenoord     | – ( – )          | Telstar       | Opstelling Telstar   |
| 23 november 2025 Aanvangstijd: 16.45 uur Plaats: Velsen-Zuid 711 Stadion                |               | Wedstrijdverslag |               |                      |
| Speelronde 9                                                                            | Telstar       | – ( – )          | Excelsior     | Opstelling Telstar   |
| 7 december 2025 Aanvangstijd: 16.45 uur Plaats: Velsen-Zuid 711 Stadion                 |               | Wedstrijdverslag |               |                      |
| Speelronde 10                                                                           | Telstar       | – ( – )          | FC Twente     | Opstelling Telstar   |
| 21 december 2025 Aanvangstijd: 12.15 uur Plaats: Velsen-Zuid 711 Stadion                |               | Wedstrijdverslag |               |                      |
| Speelronde 11                                                                           | FC Utrecht    | – ( – )          | Telstar       | Opstelling Telstar   |
| 17-18 januari 2026 Aanvangstijd: n.t.b. Plaats: Utrecht Sportcomplex Zoudenbalch        |               | Wedstrijdverslag |               |                      |
| Speelronde 12                                                                           | Telstar       | – ( – )          | Feyenoord     | Opstelling Telstar   |
| 24-25 januari 2026 Aanvangstijd: n.t.b. Plaats: Velsen-Zuid 711 Stadion                 |               | Wedstrijdverslag |               |                      |
| Speelronde 13                                                                           | Ajax          | – ( – )          | Telstar       | Opstelling Telstar   |
| 31 januari-1 februari 2026 Aanvangstijd: n.t.b. Plaats: Amsterdam Sportpark De Toekomst |               | Wedstrijdverslag |               |                      |
| Speelronde 14                                                                           | Telstar       | – ( – )          | AZ            | Opstelling Telstar   |
| 14-15 februari 2026 Aanvangstijd: n.t.b. Plaats: Velsen-Zuid 711 Stadion                |               | Wedstrijdverslag |               |                      |
| Speelronde 15                                                                           | Excelsior     | – ( – )          | Telstar       | Opstelling Telstar   |
| 21-22 februari 2026 Aanvangstijd: n.t.b. Plaats: Rotterdam Stadion Woudestein           |               | Wedstrijdverslag |               |                      |
| Speelronde 16                                                                           | Telstar       | – ( – )          | ADO Den Haag  | Opstelling Excelsior |
| 14-15 maart 2026 Aanvangstijd: n.t.b. Plaats: Velsen-Zuid 711 Stadion                   |               | Wedstrijdverslag |               |                      |
| Speelronde 17                                                                           | FC Twente     | – ( – )          | Telstar       | Opstelling Telstar   |
| 28-29 maart 2025 Aanvangstijd: n.t.b. Plaats: Enschede Sportpark Schreurserve           |               | Wedstrijdverslag |               |                      |
| Speelronde 18                                                                           | Telstar       | – ( – )          | sc Heerenveen | Opstelling Telstar   |
| 4-5 april 2026 Aanvangstijd: n.t.b. Plaats: Velsen-Zuid 711 Stadion                     |               | Wedstrijdverslag |               |                      |
| Speelronde 19                                                                           | NAC Breda     | – ( – )          | Telstar       | Opstelling Telstar   |
| 25-26 april 2025 Aanvangstijd: n.t.b. Plaats: Breda Sportpark Heksenwiel                |               | Wedstrijdverslag |               |                      |
| Speelronde 20                                                                           | Telstar       | – ( – )          | PSV           | Opstelling Telstar   |
| 2-3 mei 2025 Aanvangstijd: n.t.b. Plaats: Velsen-Zuid 711 Stadion                       |               | Wedstrijdverslag |               |                      |
| Speelronde 21                                                                           | PEC Zwolle'   | – ( – )          | Telstar       | Opstelling Telstar   |
| 8 mei 2025 Aanvangstijd: 20.00 uur Plaats: Zwolle MAC³PARK Stadion                      |               | Wedstrijdverslag |               |                      |
| Speelronde 22                                                                           | Telstar       | – ( – )          | FC Utrecht    | Opstelling Telstar   |
| 22 mei 2025 Aanvangstijd: 20.00 uur Plaats: Velsen-Zuid 711 Stadion                     |               | Wedstrijdverslag |               |                      |

## Statistieken Telstar 2025/2026

### Tussenstand Telstar in de Nederlandse Eredivisie Vrouwen 2025 / 2026
| Stand | Gespeeld | Gewonnen | Gelijk | Verloren | Punten | Doelpunten voor | Doelpunten tegen | Gele kaarten | Rode kaarten |
| ----- | -------- | -------- | ------ | -------- | ------ | --------------- | ---------------- | ------------ | ------------ |
|       |          |          |        |          |        |                 |                  |              |              |

### Topscorers
| #              | Naam   | Goal |
| -------------- | ------ | ---- |
| 1.             |        | 0    |
| Eigen doelpunt |        |      |
|                |        |      |
| Totaal         | Totaal | 0    |

| #      | Naam   | Goal |
| ------ | ------ | ---- |
| 1.     |        | 0    |
| Totaal | Totaal | 0    |

| #      | Naam   | Goal |
| ------ | ------ | ---- |
| 1.     |        | 0    |
| Totaal | Totaal | 0    |

### Kaarten
| #      | Naam   | Kreeg geel |
| ------ | ------ | ---------- |
| 1.     |        | 0          |
| Totaal | Totaal | 0          |

| #      | Naam   | Kreeg voor de tweede keer geel en dus rood |
| ------ | ------ | ------------------------------------------ |
| –      |        | 0                                          |
| Totaal | Totaal | 0                                          |

| #      | Naam   | Weggestuurd |
| ------ | ------ | ----------- |
| 1.     |        |             |
| Totaal | Totaal | '           |

## Voetnoten
ADO Den Haag · 
Ajax · 
AZ · 
Excelsior Rotterdam · 
Feyenoord · 
sc Heerenveen · 
NAC Breda · 
PEC Zwolle · 
PSV · 
Telstar · 
FC Twente · 
FC Utrecht